# ウクライナ防空軍
ウクライナ防空軍 (ウクライナぼうくうぐん、ウクライナ語: Війська протиповітряної оборони України（ヴィースィカ・プロトィポヴィートリャーノイィ・オボローヌィ）、Війська ППО、ВППО України（ヴェーペーペーオー・ウクライィーヌィ）；VPPO、PPO) は、1991年8月24日のウクライナ独立後の1992年3月17日に創設された同国の空軍組織のひとつである。本部は、首都キーウのキーウ・ジュリャーヌィ空港に置かれていた。

## 概要
ウクライナ防空軍は、ウクライナ軍の他の軍種と同様、ソ連崩壊・独立時にウクライナ国内に駐屯していたソ連防空軍の第8防空軍を基に編成された。
この際、第8防空軍の隷下にあった第28、第49、第60の3個防空軍団がウクライナ防空軍に移管された。しかしながら、当初より戦闘飛行連隊の機材は空軍と共通運用とされた。防空ミサイルは、その後も防空軍で運用されていた。国防軍組織の整理に伴い、2004年には空軍に統合された。

## 編成
- 第28防空軍団（ウクライナ語版）（リヴィウ）
- 第49防空軍団（ウクライナ語版）（ドニプロペトロウシク）
- 第60防空軍団（ウクライナ語版）（オデッサ）

## 主な運用機材

### 地対空ミサイル
- S-200
- S-300

### 航空機
- An-24
- An-26
- Mi-8

### 空軍との共通運用機

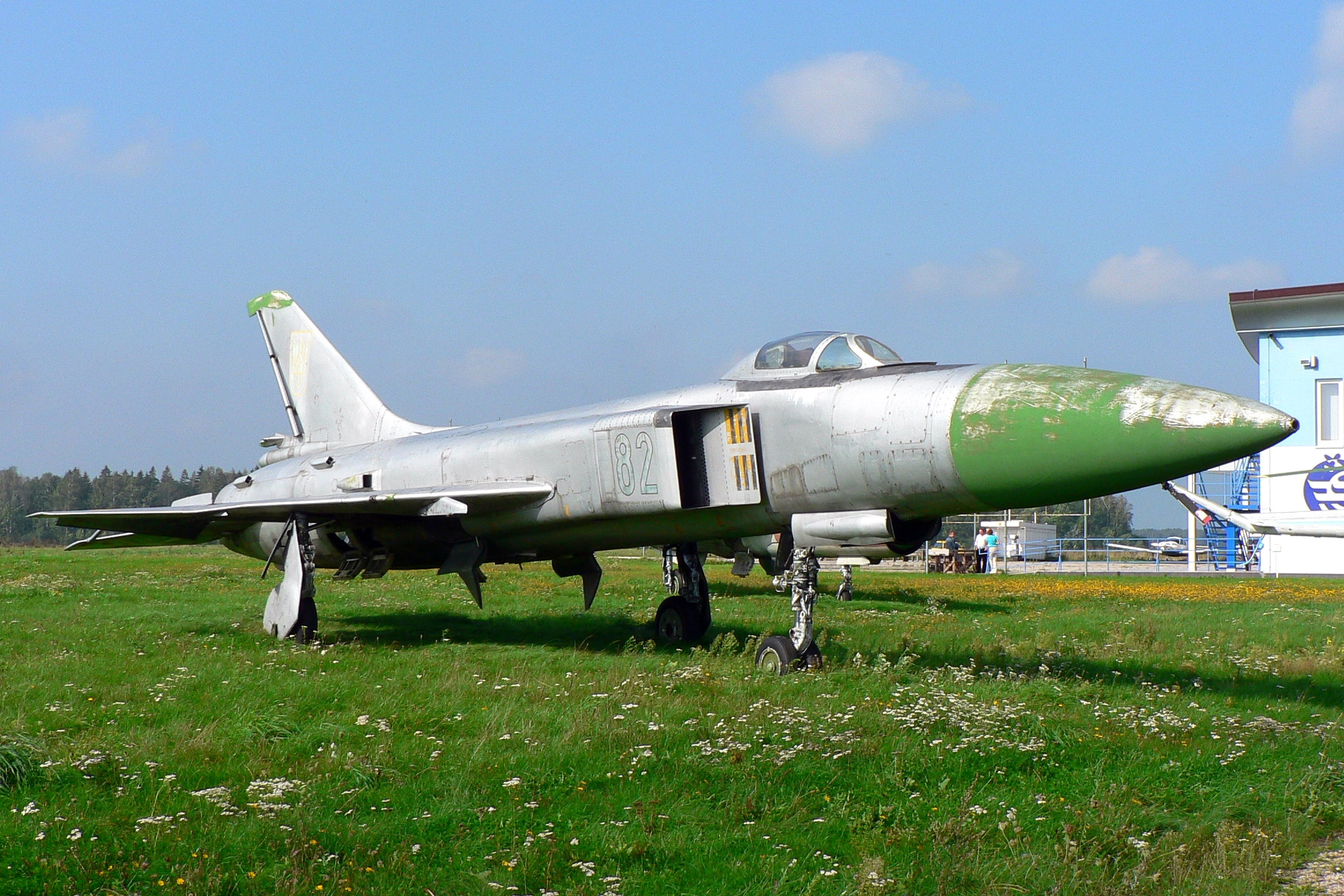
ウクライナ空軍のSu-15TM迎撃戦闘機（旧防空軍機）

- MiG-23ML/P/MLD/UB/UM
- MiG-25/PD/PDS/PU
- MiG-29/S/UB
- Su-15TM/UM
- Su-27/S/UB

## 基地
- ベリベク（クルィーム自治共和国）：Su-27、MiG-29
- キーロウスィケ（クルィーム自治共和国）：Su-27
- ヴァスィーリキウ（キーウ州）：MiG-25PD
- ストルィーイ（リヴィウ州）：MiG-23MLD
- クラマトールスィク（ドネツィク州）：MiG-23P、Su-15TM
- チェルヴォノフリンスィカ（オデッサ州）：MiG-23ML
- オゼールネ（ジトーミル州）：MiG-23ML/MLD
- ドニプロペトロウシク（ドニプロペトロウシク州）：MiG-25PD
- ジュリャーヌィ（キーウ）：An-24、An-26、Mi-8